# سسک دمگاه‌زیتونی شرقی
سسک دمگاه‌زیتونی شرقی یا سسک دمگاه‌زیتونی خاوری یا سسک بالکان (نام علمی: Phylloscopus orientalis) نام یک گونه از سرده سسک‌های برگی است.